# Carl Warhanek

Carl Warhanek

Carl Warhanek (* 30. Jänner 1829 in Polná; † 2. Februar 1900 in Wien) war ein tschechisch-österreichischer Konservenunternehmer während der k.u.k. Monarchie. Die Schreibweise seines Namens auf Tschechisch ist Karel Varhánek.

## Leben
Warhanek war der Sohn eines Seifensieders. Sein Vater schickte ihn als Kaufmannslehrling zu einem Lebensmittelgroßhändler nach Wien. Dieser erkannte die sprachliche und kaufmännische Begabung des jungen Carl und ließ ihn als Hörer das Polytechnische Institut besuchen.
Nach seiner Ausbildung wurde er Geschäftsreisender und bereiste als Einkäufer den Nahen Osten, Russland und Frankreich. In Marseille lernte er die Verarbeitung von Sardinen zu Ölkonserven kennen, worauf er sich selbständig machte und in Barcola bei Triest einen solchen Betrieb 1858 eröffnete. Er organisierte in der Adria den Sardinen- und Sardellenfang und gründete in rascher Reihenfolge Fabriken in Grado und in Duino (Italien), in Isola und Fasana (Istrien), in Comisa, Postira und Makarska (Dalmatien) und in Capljana (Bosnien), wo Aale geräuchert und mariniert wurden.
Um das Jahr 1880 fing an der Nord- und Ostsee die industrielle Verarbeitung von Heringen zu Räucherwaren und Marinaden an. Warhanek gründete 1880 in Wien eine Fischkonservenfabrik. Er entwickelte den Gabelroller in böhmischer, süßsaurer Marinade, was neuartig für die Österreicher war. Weitere Fabriken wurden in Budapest, Czalositz in Böhmen, Zauchtel in Mähren und Mszana Dolna in Galizien eröffnet, wo er große Buchenwälder kaufte. Aus dem Holz der Buchen wurden Fässer für die Produktion von Russen hergestellt.

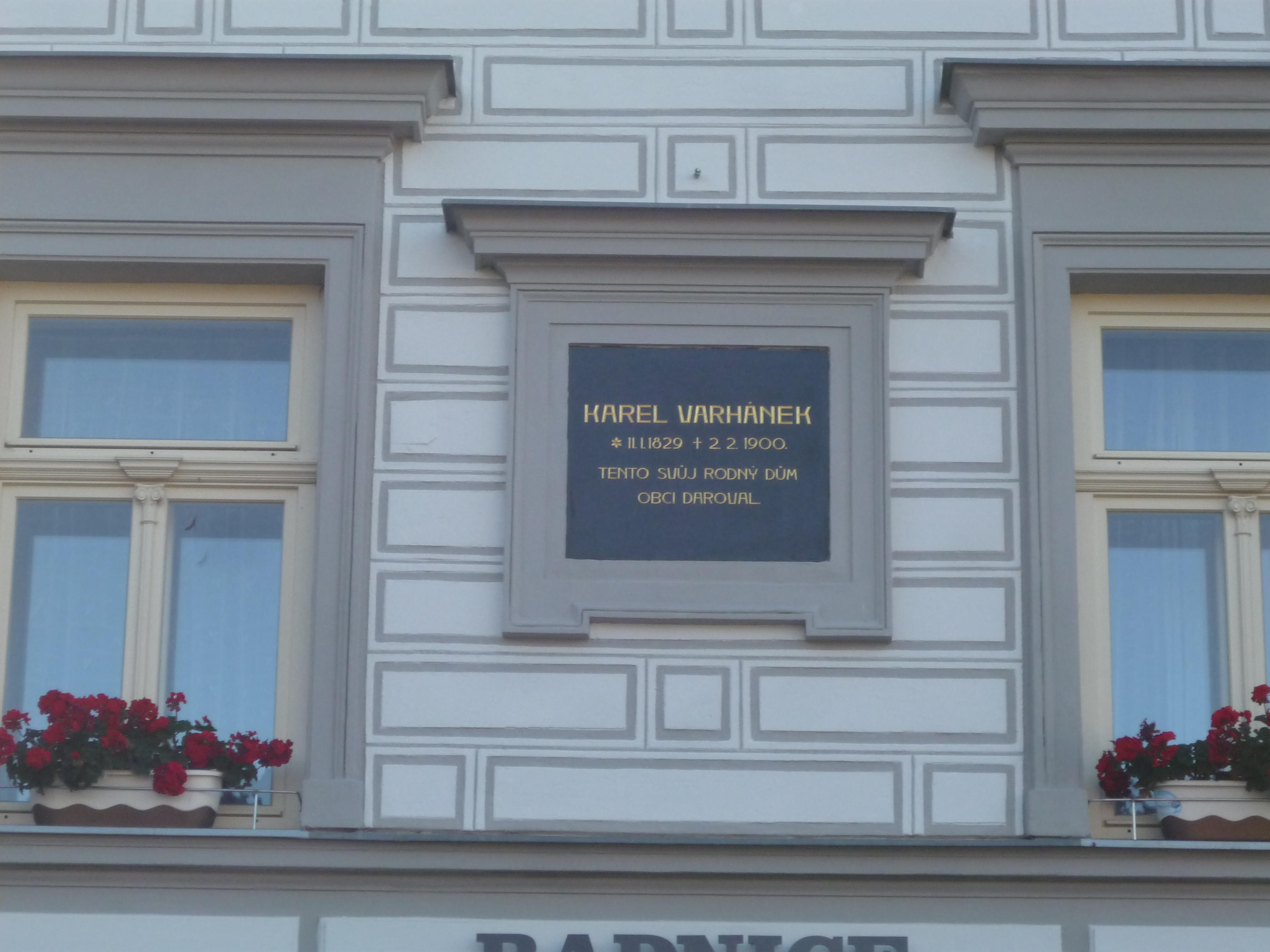
Gedenktafel für Warhanek in Polná

Der Name seines Unternehmens war C. Warhanek mit Sitz in Wien. Mit steigendem Erfolg erhielt er bei Ausstellungen in Wien, Paris, London und Triest silberne und goldene Medaillen sowie Ehrendiplome. Im Jahre 1872 wurde Carl Warhanek durch Verleihung des Goldenen Verdienstkreuzes mit der Krone ausgezeichnet, im Jahre 1883 zum k.u.k. Hoflieferanten ernannt und im Jahre 1889 mit dem Orden eines Ritters des Kaisers Franz Josef I. geehrt. Er wurde von den Städten Polná, Zauchtel, Isola und Grado zum Ehrenbürger ernannt. Anscheinend gab es in den städtischen Schulen in Polná einen Nachruf auf ihn, der mit der Aufforderung schloss: „Wohlan, Burschen, ihm nach!“
Carl Warhanek starb 1900 in Wien unverheiratet und ohne Nachkommen. Er vermachte seinen ganzen Besitz seinem Neffen Hugo Anbelang.
Der ORF brachte im April 2000 eine kurze Sendung über Warhanek.